# آرامستان ارامنه گوشکی
گورستان ارامنه گوشکی مربوط به دوره صفوی - دوره قاجار است و در شهرستان لردگان و روستای ده علی واقع شده است. این اثر در تاریخ ۸ مرداد ۱۳۸۱ با شمارهٔ ثبت ۵۹۷۹ به‌عنوان یکی از آثار ملی ایران به ثبت رسیده است.